# Marcel Honorat Léon Agboton
Marcel Honorat Léon Agboton (* 16. Januar 1941 in Avrankou, Kolonie Dahomey, Französisch-Westafrika; † 14. September 2023 in Porto-Novo) war ein beninischer römisch-katholischer Geistlicher und Erzbischof von Cotonou.

## Leben
Marcel Honorat Léon Agboton wurde 1941 als fünftes Kind eines Finanzbeamten und einer Krankenhaussekretärin geboren und am 18. Januar desselben Jahres getauft. Er besuchte die École primaire publique Urbaine Centre und die École St. Joseph in Porto-Novo sowie von 1953 bis 1960 das Collège Père Aupiais in Cotonou. Dort gehörte er der Internationalen Katholischen Studierenden Jugend an und engagierte sich bei den Pfadfindern. Ab 1960 studierte er Philosophie und Katholische Theologie am Priesterseminar St. Gall in Ouidah. Am 6. Januar 1966 empfing er in der Kathedrale Notre Dame de l’Immaculée Conception in Porto-Novo durch den Bischof von Porto-Novo, Noël Laurent Boucheix SMA, das Sakrament der Priesterweihe für das Bistum Porto-Novo.
Agboton unterrichtete nach der Priesterweihe zunächst am Kleinen Seminar Sainte Jeanne d’Arc in Ouidah. Bereits 1967 wurde er für weiterführende Studien nach Frankreich entsandt, wo er 1970 an der Université Catholique de l’Ouest in Angers ein Lizenziat im Fach Katholische Theologie und an der Universität von Paris ein Lizenziat im Fach Sozialwissenschaften erwarb. Nach der Rückkehr in seine Heimat wurde Agboton Lehrer am Kleinen Seminar Saint Charles Lwanga in Porto-Novo und im Folgejahr dessen Rektor. Später leitete er das Kleine Seminar Saint Joseph du Lac in Adjatokpa (1975–1979) und das Kleine Seminar Notre Dame de Fatima in Parakou (1979–1992). Zusätzlich war er von 1982 bis 1992 als Militärgeistlicher für die Region Borgou tätig. Ab 1992 war Agboton Pfarrer der Pfarrei Notre-Dame-du-Sacré-Cœur in Malanville. Zudem wirkte er von 1974 bis 1993 als nationaler Seelsorger für die Pfadfinder und von 1978 bis 1992 als kirchlicher Assistent für die Region Afrika der Internationalen Katholischen Konferenz der Pfadfinderinnen (CICG).
Papst Johannes Paul II. ernannte ihn am 19. Dezember 1994 zum ersten Bischof des mit gleichem Datum errichteten Bistums Kandi. Der Kardinaldekan und Kardinalpräfekt der Kongregation für die Bischöfe, Bernardin Gantin, spendete ihm am 25. März 1995 in Kandi die Bischofsweihe; Mitkonsekratoren waren Nestor Assogba, Erzbischof von Parakou, und Vincent Mensah, Bischof von Porto-Novo. Sein Wahlspruch Servus ancillæ filius („Der Sohn deiner Magd“) stammt aus Ps 116,16 .
Am 29. April 2000 bestellte ihn Johannes Paul II. zum Bischof von Porto-Novo. Die Amtseinführung erfolgte am 18. Juni desselben Jahres. Am 5. März 2005 ernannte ihn Johannes Paul II. schließlich zum Erzbischof von Cotonou. Die Amtseinführung fand am 2. April desselben Jahres statt. Zudem fungierte Agboton als Vizepräsident der Bischofskonferenz von Benin und als Verantwortlicher für die Pastoral im Krankendienst. Außerdem nahm er 2009 an der zweiten Sonderversammlung der Bischofssynode für Afrika zum Thema Die Kirche in Afrika im Dienst der Versöhnung, der Gerechtigkeit und des Friedens teil.
Papst Benedikt XVI. nahm am 21. August 2010 das vorzeitig von Agboton vorgebrachte Rücktrittsgesuch an. Zuvor waren in den Medien Korruptionsvorwürfe gegen ihn erhoben worden und er wurde beschuldigt, einer Freimaurerloge anzugehören. Diese Vorwürfe erhärteten sich später jedoch nicht. In der Folge lebte Agboton zehn Jahre in Frankreich, bevor er 2020 nach Benin zurückkehrte. Er starb am 14. September 2023 in Porto-Novo und wurde in der dortigen Kathedrale Notre Dame de l’Immaculée Conception beigesetzt.